# Uznaż (przystanek kolejowy)
Uznaż (biał. Узнаж, ros. Узнаж) – przystanek kolejowy w miejscowości Uznaż, w rejonie swietłahorskim, w obwodzie homelskim, na Białorusi. Położony jest na linii Żłobin - Mozyrz - Korosteń.